# Андрієвський Вадим Олексійович
Вадим Олексійович Андрієвський (нар. 26 грудня 1912, Брест-Литовськ — 12 січня 1994, Львів) — радянський фехтувальник, чемпіон СРСР 1948 р. з фехтування на шаблях, заслужений майстер спорту СРСР, український тренер, творець львівської школи фехтування, Заслужений тренер СРСР (1957), ректор Львівського державного університету фізичної культури з 1967 по 1974 р., професор (1981).

## Біографія
Вадим Олексійович Андрієвський народився 26 грудня 1912 року у м. Брест-Литовськ. Дитячі та юнацькі роки провів у Харкові. 1930 р. закінчив курси інструкторів фізкультури. Перші уроки фехтування брав у славетного майстра Петра Заковорота, фіналіста Олімпійських ігор 1900 р. у Парижі.
1936 р. закінчив Московський інститут фізичної культури, працював викладачем, а згодом завідувачем кафедри фехтування і рукопашного бою Харківського інституту фізичної культури.
У роки другої світової війни пішов на фронт добровольцем. Командував окремим лижним батальйоном, який вів бої під Старою Русою. Після тяжкого поранення продовжував службу в Наркоматі оборони, а пізніше очолював кафедру фехтування і рукопашного бою військового факультету Московського інституту фізкультури.
З 1946 року працював у Львівському інституті фізичної культури завідувачем кафедри, ректором, професором.
Помер 12 січня 1994 року у Львові, похований на 80 полі Личаківського цвинтаря.

## Спортивні досягнення
До 1952 року діючий спортсмен, неодноразовий призер СРСР. 1948 року, не зважаючи на інвалідність, став чемпіоном СРСР з фехтування на шаблях.

## Тренерська кар'єра
Більше 20-ти років Вадим Олексійович був головним тренером збірної команди України, підготував понад 50 майстрів спорту. Серед них призери та чемпіони світу і Олімпійських ігор, відомі тренери. Одному з перших йому у 1957 році було присвоєно звання «Заслужений тренер СРСР». Серед вихованців Андрієвського: Ю. Перженцев, Є. Рюмін, В. Станкович, Є. Череповський, К. Ядловський, Ф. Кота, В. Колесников.

## Педагогічна робота
Вадим Андрієвський зробив вагомий внесок і у розвиток науково-методичних основ фехтування. Його кандидатська дисертація лягла в основу вітчизняної методики навчання і тренування фехтувальників. Він є автором багатьох наукових праць, підручників, навчальних посібників.

## Нагороди
- Орден Червоного Прапора (1944)
- Медаль «За оборону Москви» (1945)
- Медаль «За перемогу над Німеччиною у Великій Вітчизняній війні 1941—1945 рр.» (1945)
- Орден «Знак Пошани» (1961)
- Орден Трудового Червоного Прапора (1971)
- Медаль «За трудову відзнаку» (1975)

## Вшанування пам'яті
1994 року у Львові започатковано міжнародний турнір пам'яті В. О. Андрієвського.